# Доходный дом Соболевых
Дохо́дный дом Со́болевых — историческое здание в Литейном округе Санкт-Петербурга. Расположено по адресу улица Чайковского, д. 79.

## История
Земельный участок под современным номером 79 по улице Сергиевской (современной Чайковского) фигурирует в документах с середины XVIII века, первым известным владельцем был полковник Н. В. Васильев. Предположительно, при нём был построен двухэтажный дом с каменным первым этажом и деревянным вторым. После Васильева с 1810-х годов участок принадлежал чиновнику 5-го класса А. А. Бровцыну, в период с 1840-х по 1860-е годы — дочери коллежского регистратора Н. Г. Анципиной. В доме проживала семья статского советника Михаила Михайловича Севринова, а после смерти Анципиной по её завещанию дом перешёл в их собственность. В 1872 году участок выкупил Дмитрий Михайлович Соболев.
Дмитрий Соболев (1815—1887) происходил из крестьян Олонецкой губернии Каргопольского уезда. Известно, что он открыл кирпичный завод у села Усть-Славянка, который записал на супругу Анну Кузьминичну. Переехал в Санкт-Петербург примерно в 1872 году. В 1874-м Соболев уже числился во 2-й купеческой гильдии и являлся почётным членом Министерства народного просвещения. У супругов было четверо детей — Александра, Михаил, Анна и Мария.
В 1873 году Дмитрий Соболев заказал проект нового дома у профессора архитектуры Михаила Макарова. Кирпичи для строительства поставлял собственный завод Соболева, поэтому работы были завершены в течение года. На каждом из четырёх этажей основного корпуса расположилось по две квартиры, в боковых флигелях распланировали комнаты для прислуги и подсобные помещения. Фасад здания был оформлен насыщенной лепниной, арочные и прямоугольные окна украшены фигурными наличниками и кронштейнами. Отделка интерьеров заняла ещё год и завершалась уже без участия автора проекта — Михаил Макаров скончался в ноябре 1873 года.
В 1907 году наследники Соболева пригласили для надстройки здания архитектора Леонида Харламова. Под его руководством были добавлен пятый этаж, расширены центральные комнаты в квартирах, установлены новые печи, лифт и парадные двери с барочными десюдепортами. При этом сохранили композицию фасада работы Макарова и отделку интерьеров, выполненную по его проекту.
После революции здание национализировали и передали генеральному консульству Персии, затем в конце 1920-х перевели в жилой фонд. До 1980-х годов облик здания сохранился без изменений, однако дом сильно обветшал и был расселён.

## Современность
С 20 февраля 2001 года дом Соболевых имел статус выявленного объекта культурного наследия России. Распоряжением КГИОП № 119-рп от 02.08.2021 получил статус объекта культурного наследия регионального значения.
Первая капитальная реставрация была проведена в период с 2012 по 2017 годы.
31 марта 2023 года власти Петербурга объявили о планах отреставрировать дворовые и лицевые фасады здания, на работы подрядчику должны предоставить 71 млн рублей.